# Kynokephale

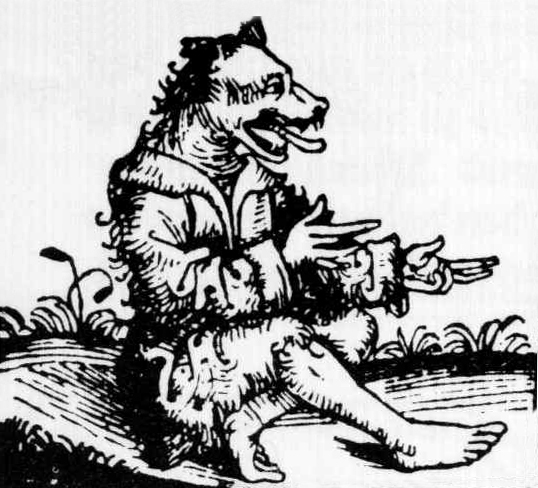
Kynokephale, Stich aus der Schedelschen Weltchronik von 1493

Kynokephale (altgriechisch κυνοκέφαλοι Kynoképhaloi), zusammengesetzt aus altgriechisch κύων kýon, deutsch ‚Hund‘ und κεφαλή kephalḗ, deutsch ‚Kopf‘, bezeichnet hundsköpfige Fabelwesen, die seit der Antike in Literatur und Kunst vorkommen und im Mittelalter auf großes Interesse stießen. Sie gehören zu den monströsen Fabelvölkern, die man sich an den Rändern der Ökumene (der zivilisierten Welt) vorstellte, vor allem in Indien oder Afrika. Inwieweit ein Glaube an ihre reale Existenz bestand, ist schwer zu ermitteln.
Die Idee des hundsköpfigen Menschen scheint auf der ganzen Welt verbreitet zu sein. Einige Wissenschaftler vermuten ihren Ursprung bereits in frühen Mythen, in denen sie als chthonische Dämonen auftauchen.

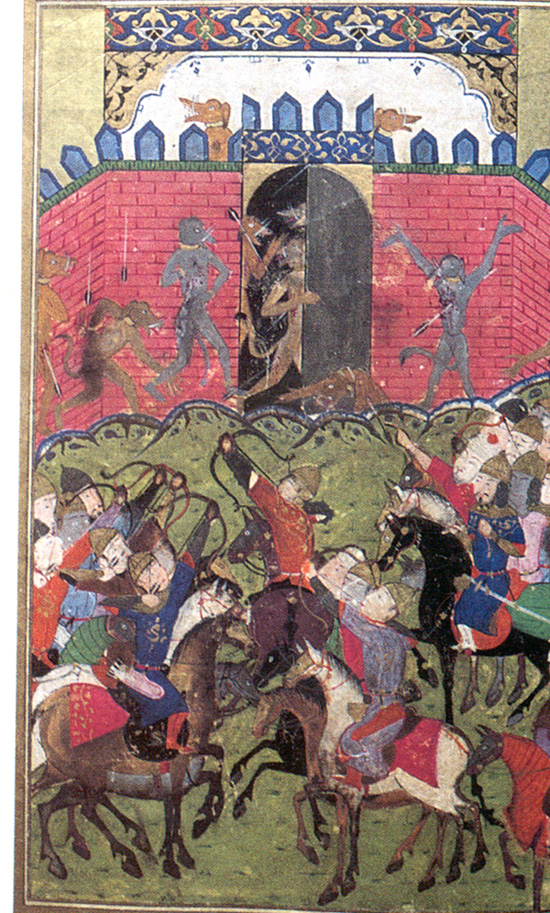
Kynokephale im Kampf mit Alexander dem Großen, Miniatur

In der Literatur sind die Kynokephalen zahlreich vertreten. Um 700 v. Chr. nennt Hesiod monstra, darunter Hemikynes (Halbhunde). Eine der ersten ausführlichen Schilderungen stammt von Ktesias von Knidos, der aus persischen und indischen Quellen schöpfte.

## Beschreibung

### Äußeres
Kynokephale haben eine menschliche Figur, können aber zusätzlich zu ihrem Hundekopf noch andere Merkmale der Hunde, wie Fell oder Klauen haben. In frühen Texten hüllen sie sich dagegen lediglich in Tierfelle.

### Kultur
In den antiken und mittelalterlichen Quellen werden Cynokephale, wie auch andere Völker, meist nur sehr knapp beschrieben. Konkrete Angaben über ihre Kultur sind daher selten. Des Öfteren beschrieben wird die Unfähigkeit zu sprechen, die sich aus dem nichtmenschlichen Kopf erklären lässt. Ktesias beschreibt die Hundsköpfigen als ein friedliches Volk, das auch Handel mit anderen Völkern treibt. Eine Kommunikation mit den Hundsköpfigen müsste dementsprechend möglich sein. Mehrfach taucht auch die Schilderung der Religion dieser Fabelwesen auf, genauere Angaben werden allerdings nicht gemacht. So stellt Jean de Mandeville die Kynokephalen als besonders gottesfürchtiges Volk dar. Neben der Vorstellung der sprachfähigen, gottesfürchtigen und handeltreibenden Hundsköpfigen konnten sie aber auch als gefährliche Feinde verstanden werden. Dies zeigt eine Erwähnung blutrünstiger Kynokephalen in der Historia Langobardorum des Paulus Diaconus. Weitere frühe Belege finden sich bei Strabon, Plutarch und Aelian. Strabon erwähnt Kynokephaloi als einen sagenhaften Stamm von Äthiopiern. Plutarch und Aelian berichten über einen Hundekönig, der über die Äthiopier herrscht. Diesen König nennt auch Plinius, darüber hinaus kennt er neben den Kynokephalen auch Kynomolgi mit Hundsköpfen. Die Unterschiede zwischen beiden Völkern werden nicht klar herausgestellt. Auch in der Geschichte der Diözese Hamburg, die Adam von Bremen gegen 1075 verfasste, werden die Hundsköpfigen erwähnt. Sie werden hier als die Männer eines Volkes, das bei den Amazonen lebt, beschrieben.

### Ernährung
Uneinigkeit herrscht in Bezug auf die Ernährung der Hundsköpfigen. Nach Aussage des Alexanderromans ernähren sie sich nur von Fisch. Eine andere Variante zeigt eine Handschrift der Londoner British Library. Der dort abgebildete Hundsköpfige scheint von den Blättern eines Baumes zu fressen. In Zusammenhang mit der Ernährungsfrage wird in der Forschungsliteratur auch auf andere Fabelwesen, die Cynomolgi, hingewiesen. John Block Friedman und Michael Herkenhoff meinen, dass es sich hierbei zunächst um eine Variante der Kynokephalen handelte, die später, zumindest in einigen Quellen, als eine eigene Rasse erscheint, weil sie nicht mehr richtig verstanden wurde. Bei Plinius melken sie Hunde und trinken deren Milch, wohingegen sie in späteren Quellen als Anthropophagen gezeigt werden.

## Kynokephale in der Kunst

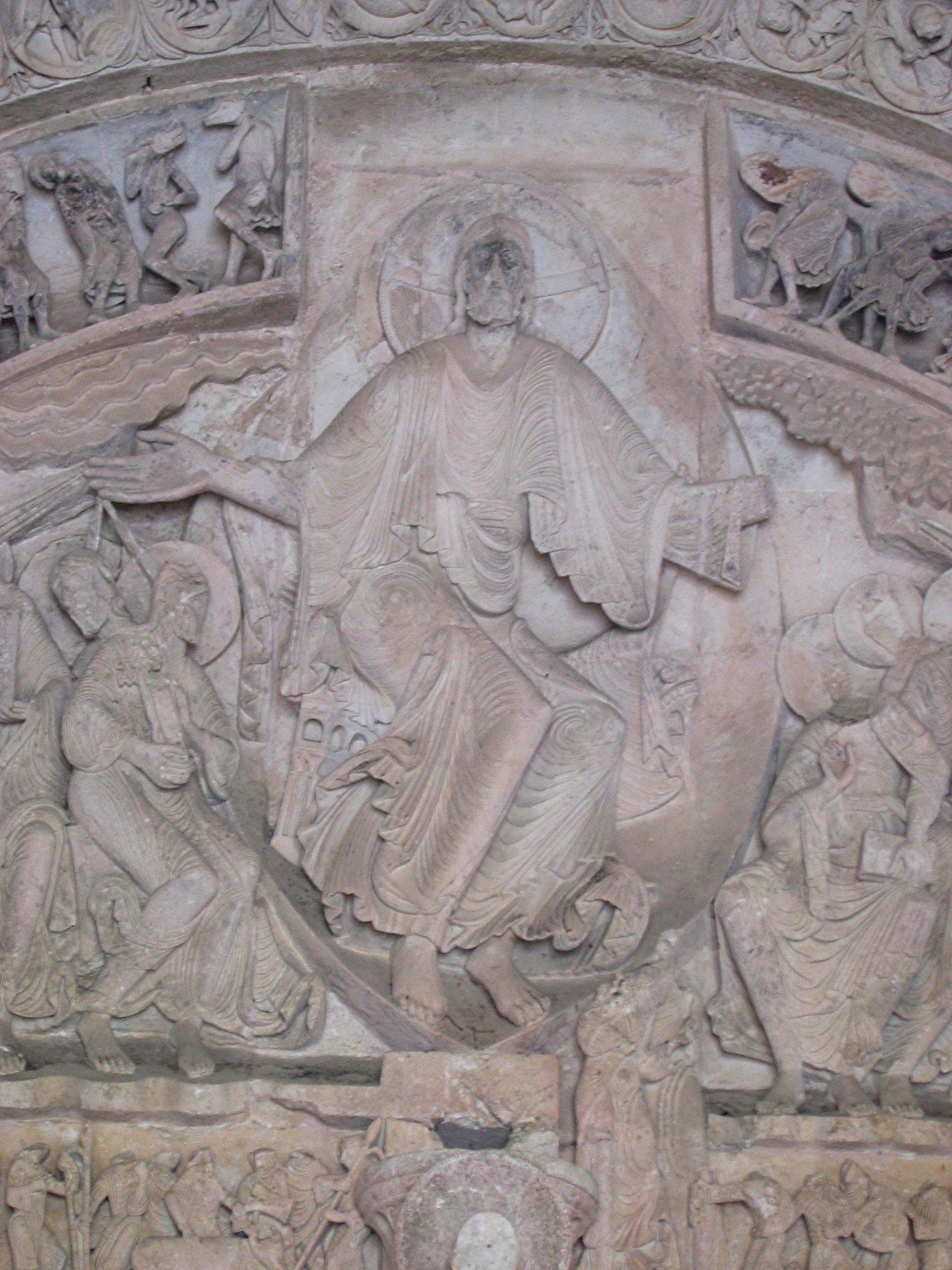
Kynokephale im Tympanon von Sainte Marie-Madeleine in Vézelay, Relief 12. Jahrhundert

Eine Reihe von Beispielen für Kynokephale in der Buchmalerei gibt Zajadacz-Hastenrath an. Auch in der Bauornamentik, vor allem in Romanik und Gotik, gibt es Hundsköpfige. Ein wichtiges Beispiel bietet das Tympanon von Sainte Marie-Madeleine in Vézelay. Die Kynokephalen nehmen hier eine prominente Stelle neben dem Haupt Christi ein und sind daher nicht als Dämonen zu verstehen, sondern als Volk, dem von den ausgesendeten Aposteln der christliche Glaube gebracht werden soll.
Auch in der Fensterrosette der Kathedrale Notre-Dame in Lausanne ist neben anderen Wundervölkern ein Hundsköpfiger abgebildet. Er ist mit der Beschriftung cinomolgi versehen, verzehrt aber gerade ein menschliches Bein. Die Erdrandbewohner dieses Fensters sind neben den Paradiesflüssen dargestellt und stehen so stellvertretend für exotische Gegenden.
Optisch aus der Reihe fallen die Kynokephalen in den Kirchen St. Jakob in Kastelaz, St. Margareth in Lana und St. Martin in Zillis. Die beiden Ersteren haben Flossen an Stelle von Füßen bzw. Klauen, der Letztere verfügt sogar über einen doppelschwänzigen Fischleib, wie ihn sonst nur Sirenen aufweisen.

## Kynokephale in der südosteuropäischen Tradition
In den Volkssagen vor allem der Slowenen und Kroaten, auch bis nach Kärnten, finden sich die Hundsköpfigen (Pesoglavci) bis heute. Der Konsens dieser Geschichten zeigt das Bild eines grausamen Menschenfressers, der es besonders auf Christen oder aber auf Frauen abgesehen hat. Die Hundsköpfe sind mehr oder weniger intelligent; häufig treten sie in der Rolle des überlisteten Räubers auf. Optisch unterscheiden sich die Hundsköpfigen östlicher Prägung manchmal etwas von ihren westeuropäischen Verwandten. Häufige Merkmale sind Bocks- oder Pferdebeine, Einäugig- und Einbeinigkeit. Auffällig ist darüber hinaus, dass die Pesoglavci in nahegelegenen Wäldern hausen.

## Kynokephale in Australien
In Geschichten aus der Traumzeit der australischen Ureinwohner kommen ebenfalls hundeköpfige Menschen vor, welche je nach Geschichte entweder die Menschen erschaffen haben, für ihre Erschaffung verantwortlich sind oder die Vorfahren der heute lebenden australischen Ureinwohner sind. Die Vorstellung eines hundeköpfigen Menschen als Ahnen der heutigen Menschen wurde auch auf Hunde im Allgemeinen übertragen. In solchen Vorstellungen stammen dann die australischen Ureinwohner von Dingos ab und Menschen anderer Herkunft von den entsprechenden Hunden ihrer Gebiete.

## Deutungen

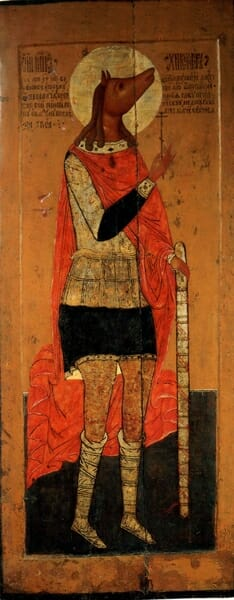
Christophorus cynocephalus, russisch-orthodoxe Ikone, 16. Jahrhundert

Die Assoziationen zu den Hundsköpfigen sind eng mit denen zu Hunden im Allgemeinen verbunden. Die antiken und mittelalterlichen Assoziationen zum Hund sind sehr unterschiedlich, eine Tendenz zum Negativen hin ist aber unverkennbar. Kynokephale können als Vorboten der Hölle und Heerscharen des Antichristen auftreten.

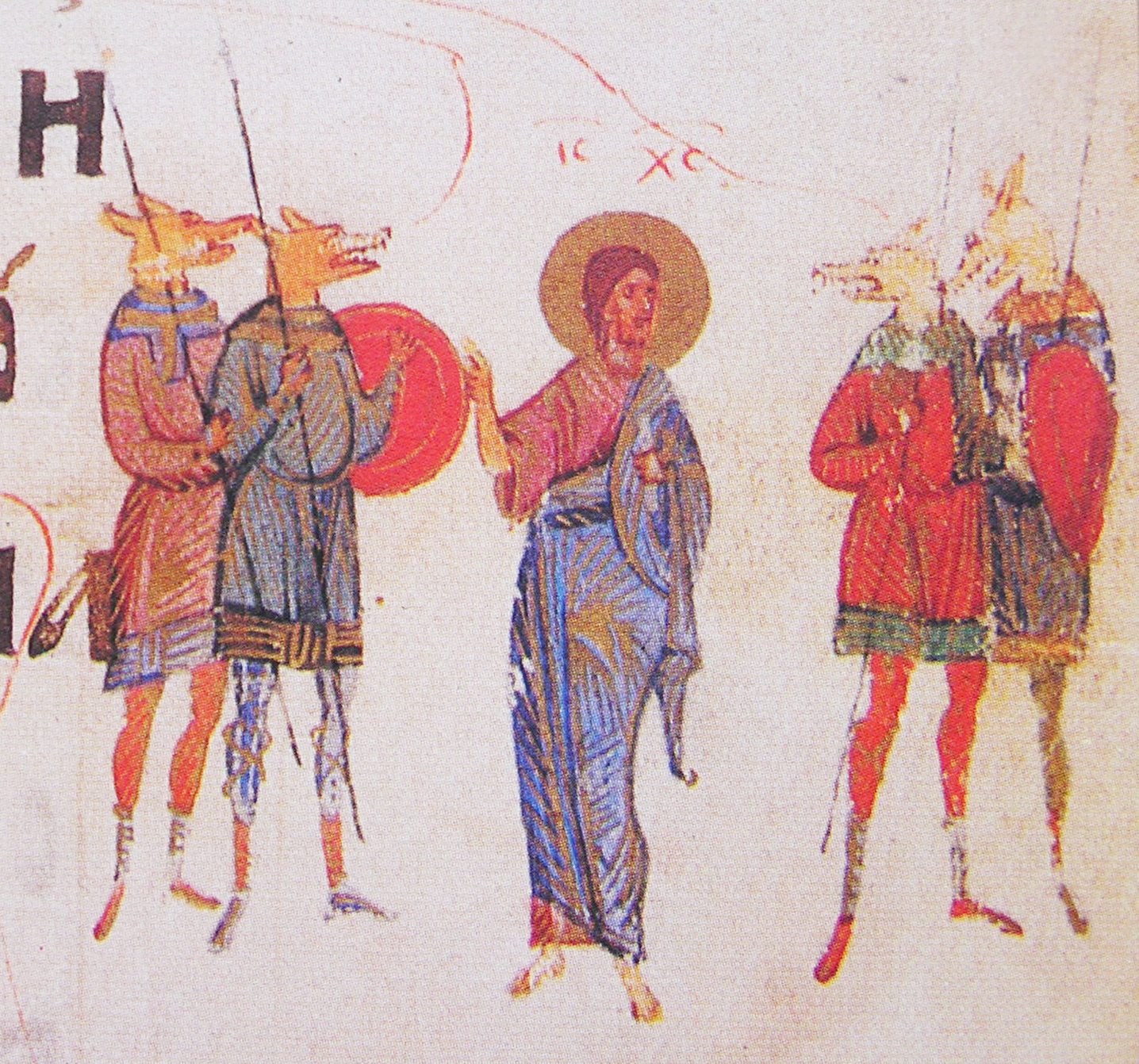
Kynokephale werden bekehrt, Buchillustration aus dem Kiewer Psalter von 1397

Im Mittelalter wurden die Kynokephalen als dämonische Höllenwesen aufgefasst, aber auch als Sinnbild der Möglichkeit zur Bekehrung sogar eines extrem unzivilisierten Volkes. Dass sie als Beispiel für die Bekehrung der Erdrandbewohner stehen können, zeigen neben den Darstellungen in Vézelay und Saint-Étienne in Auxerre auch die Pfingstbilder aus der osteuropäischen Tradition, in denen sie als Personen erscheinen, die von den Aposteln missioniert werden sollen. Eindeutig wird die Mission auch im Theodor-Psalter aus dem 11. Jahrhundert dargestellt, wo Christus selbst Hundsköpfige belehrt. Diese Rolle der Kynokephalen ergibt sich aus mehreren Quellen, namentlich der Christophorus- bzw. Christianuslegende und der Geschichte über die Apostel Bartholomäus und Thomas.
Friedman beschreibt auch die Legende des heiligen Mercurius, der Kynokephale missioniert habe, die ihm dann als Helfer zur Seite stehen. Diese Legende ist aber im Westen nicht sehr verbreitet und taucht in der Sakralkunst nur in Ägypten auf. Zu der positiven Deutung, die die Geschichte des bekehrten Kynokephalen im christlichen Abendland verbreitet hatte, kommt die Interpretation der Gesta Romanorum, die die Kynokephalen mit Predigern vergleicht.
Im Gegensatz dazu steht die Interpretation des Thomas von Cantimpré, der die Kynokephalen wegen ihres unartikulierten Gebells als Symbol der üblen Nachrede versteht.
Wie bei anderen Tier-Mensch-Mischwesen ist oft versucht worden, den Ausgangspunkt der Legendenbildung in Berichten über exotische Tierarten zu finden. Ursula Düriegel vermutet, dass Kynokephale mit Pavianen gleichzusetzen sind. Schon mittelalterliche Autoren brachten Kynokephale mit Menschenaffen in Verbindung. Ob der Mythos des Kynokephalen tatsächlich auf Affen zurückzuführen ist oder ob die Affen lediglich als Kynokephale (miss)verstanden wurden und so vielleicht noch nachträglich das Bild dieses Wesens verändert haben, ist ungewiss. Kretzenbacher legt auch die Verteufelung eines Wesens aus paganer Mythologie nahe. Möglicherweise besteht ein Zusammenhang mit den hunde- bzw. schakalköpfigen Gottheiten Ägyptens (Upuaut, Anubis). Die Kynokephalen sind im Mittelalter ein beliebtes Beispiel in anthropologischen Diskussionen um die Definition des Menschen und seine Abgrenzung vom Tier. Isidor von Sevilla meint, man müsse die Kynokephalen aufgrund ihres Gebells eher als Tiere einstufen.